# クソゲー
クソゲー、糞ゲーとは、「クソゲーム」の短縮形。ゲーム評論を行なうユーザーやメディアが、低品質でつまらないコンピュータゲームや初めから詰んでいるようなゲームを酷評する際に用いる言葉、またはその評価が与えられた個々のゲーム作品に対して用いる。ファミリーコンピュータが発売されて約1年後くらいから、頻繁に使われるようになった。

## 語源
「クソゲー」という名称の起源については諸説あるが、一般的には、タレント、イラストレーターのみうらじゅんが、ファミリーコンピュータ用ソフトの
『いっき』（サンソフト・1985年11月発売）や『頭脳戦艦ガル』（デービーソフト・1985年12月発売）を評する際に使用したのが発祥とされる。
みうらも自身が命名者であることを自認しており、ファミコンブーム時に自身が雑誌で連載していたコラム「ゲロゲロゲームランド」上で、元々はバカ映画に沿ってバカゲームと呼んでいたものが、自腹で金払ってるんだからバカじゃ済まないだろう、ということでクソゲーと呼ぶようになったと後に語っている。当時のみうらが「クソゲーム」と発した文献上で確認できる語の初出は、『バグニューズ』（BNN社）1986年8月号の「ゲロゲロゲームランドクソGAME大会」である。このような内容であったことから、連載中はよくメーカーからお叱りを受けていたとも後に語っている。
高橋名人も1986年8月10日発行の著書『ファミコン戦士に告ぐ 名人はキミだ! オレの秘技をまるごと初公開』の34ページで、「クソゲー」に言及している。ただ当時の高橋名人は、テレビ東京で放映の『おはようスタジオ』でレギュラーを持っており、この際に同じくレギュラー出演者であったみうらじゅんとは浅からぬ縁がある。みうらは後に、当時高橋名人と楽屋が同じだったこともあり、この頃入手困難だったファミコンソフトの『スターソルジャー』を、高橋名人より「名人価格」と称した特別価格で売ってもらったり、高橋名人のサインや、カセットに貼ると連射が早くなるという名人シールをもらったと語っており、この際にみうらより高橋名人に「クソゲー」という名称が伝わった可能性もある。
ゲーム雑誌では『ファミコン通信』1986年の12月発売号にて「くそゲー」などの表現が登場している。また翌年1987年2月6日号では、同誌連載の4コマ漫画『べーしっ君』で登場キャラクターのべーしっ君のお母さんが「クソゲー」というセリフを発している。なお、この回のタイトルは「怒りのクソゲー」であり、クソゲーを買って頭に来たのでクソゲーを頭に乗せて踊れば少しは気が紛れるかも、というネタであった。
それ以前の類似表現では、『週刊プレイボーイ』の1986年3月25日号に掲載された「ファミコン若大将のオッス！ファミコンくるくる情報」の書き出しの中に、「クソソフト」という言葉が出てくる。ゲーム関連では、「ソフト」と「ゲーム」がほぼ同義に使われることも多いことから「クソソフト」がどこかの段階で「クソゲーム」に変化し、次第に略されていき「クソゲー」となり広まったとも考えられる。

## 「クソゲー」に至る変遷
先述の『バグニューズ』では1985年末頃に、ゲームソフトのレビュー記事などで「つまらないタコソフト」、「出しても売れないようなタコなソフト」という記述が登場している。一方パソコン雑誌『The BASIC』では、1985年の初頭あたりから、「ダメソフト」との呼び方が時折現れているのが確認できる。これらから、1985年頃のパソコンマニアの間では、主にゲームを念頭につまらないソフトを「（罵倒語）ソフト」と呼ぶことが、少しずつ広まっていたものと考えられる。もっともこれらは、この時期のパソコン雑誌上ではめったに見られない表現でもあり、あまり大っぴらに使われるものではなかった。
1985年には、「つまらないソフト」の問題はファミコンにも広がっていた。同年中頃からサードパーティー製のソフトの発売が大きく伸びており、『スーパーマリオブラザーズ』が発売された10月以降は30作近く発売されている。翌年以降はさらに伸びており、この時期大量のソフトが市場に流れ込んでいた。それらの開発元には、必ずしも技術が伴っているとは言えないものもあり、『スーパーマリオブラザーズ』によりさらに引き上げられたプレイヤーの要求に応えられず、不評を買うことも増え始めていた。加えてファミコン本体の品薄を背景に、ソフトととの「抱き合わせ商法」が横行し、少なからぬ数の「つまらないソフト」が、ブームを支えた子どもたちの手に渡った。
1986年の時点では、氷水芋吉が『Beep』5月号の記事の中で、「スカ・ソフト」という表現を使っている。堀井雄二は『ログイン』10月号で、「カスゲーム」という言葉を使っている。この時点では「（罵倒語）ソフト（またはゲーム）」という表現には、未だ定まったものがなかったようである。その中で「クソゲー」が突出して広まった1つの手がかりになりそうなのが、1987年末に発行された、商業出版でのビデオゲーム関連用語集の草分け『新明解ナム語辞典』である。ここでは「クソゲー」について、「しょーもないゲームのこと。これは南青山あたりから発生した語であるが、類語として「ダメソフト」「お買い損ソフト」など、その他地方地方によってさまざまな言い回しがある。」と解説している。

南青山はその当時にアスキーが所在していた地区であり、『ファミコン通信』1986年12月12日号「ファミ通町内会」の中の、「ゲーム用語の基礎知識」に「くそゲー」の項目があり、以下のように解説されている。
さらに翌1987年の2月6日号では、荒井清和の漫画『べーしっ君』に、「あらやだ　とってもつまらないわこのゲーム……　こういうのをクソゲーっていうのね」というセリフが登場している。主人公の母親のセリフであり、ゲーム用語の基礎知識とも矛盾しておらず、子供たちの間で「クソゲー」という言葉の存在を広める上で、かなり大きな役割を果たしたとも言われる。
またこれ以前に、1985年5月ごろからほぼ1年間にわたり、ナムコのファミコンソフトのテレビCMで「クーソーは、頭のコヤシです。」、「クーソーしてから、寝てください。」という眞木準によるキャッチコピーが繰り返し流れ、子どもたちの間でも話題を呼んでいた。「糞」をポジティヴな内容に転換したこのCMをさらに逆転させ、そこから生まれる面白さが「クソゲー」の広まりを後押しした可能性もあるとされている。
「クソゲー」という言葉に対しみうらじゅんが果たした役割の1つに、それまでの「（罵倒語）ソフト（ゲーム）」という表現が、怒りや嘲りの発露として使われていたのに対し、ユーモアも含めてそれだけではない思いも表し、よりカジュアルな言葉として広めたことにあるともされる。

## 具体例と理由
ゲーム作品がクソゲーと呼ばれる理由はプレイヤーの事情や感性によって異なるため一概に断定することはできないが、基本的には「プレイヤーが投じた金銭や時間に、面白さがまったく見合わないビデオゲーム」がクソゲーであるとされる。
具体例としては「難しすぎて、やる気がなくなってしまうゲーム」「ゲームシナリオや設定が悪く、一貫性に欠ける」「安易なキャラクターゲーム」などが挙げられている。細かな理由には「キャラクターが思うように動かないほど、操作が複雑過ぎる」「プレイヤーが納得できないほど、理不尽なストーリー」「人気アニメのキャラクターを使っているが原作ファンでなければ楽しめない」などが挙げられている。
ごく稀に、「完成度が極めて低い」ゲームソフトが市場に流通することがあり、これらは「最低なゲーム」であるとしてクソゲーと認定されることがある。一例としては、レースゲームでありながら敵の車が動かないという致命的なゲーム性の破綻など様々な欠陥を抱え、レビューサイトで評価が軒並み最低点を記録、または最低点をつけることさえ放棄された『Big Rigs』が挙げられる。2009年にジャレコが発売したWii用ソフト『黄金の絆』は、社長（当時）の加藤貴康が、開発スタッフの制作体制に端を発する完成度の低さに苦言を呈し「クソゲー」と評価した。
ギャグ要素の強いゲームでは、発売元が「クソゲー」を自称する例もある。
- サンソフトのファミリーコンピュータ用ソフト『へべれけ』は、ゲーム内の台詞でしばしば「クソゲー」と称している。
- 電気グルーヴがプロデュースしたPlayStationソフト『グルーヴ地獄V』およびその続編のPlayStation Portableソフト『バイトヘル2000』は、ジャンルを「クソゲー」と自称している。従ってレビューの点が低いほど高評価になる。
- ゲームボーイアドバンスソフト『絶体絶命でんぢゃらすじーさん 〜史上最強の土下座〜』は雑誌広告などで、おかしなシナリオやプレイスタイル（決定キーがRボタン〈大抵の作品はAボタンが決定キーとして用いられるため〉、物語の目的を無視したクリアが可能など）から「クソゲー」を自称している。

## 他の呼称
1995年当時任天堂社長だった山内溥は、面白くも楽しくもないソフトは「ダメソフト」と表現したが、これは任天堂の厳しいコンテンツ管理の観点から出てきた言葉といえ、ユーザーの間に広まっているクソゲーの認識とは必ずしも対象が一致せず、あまり普及もしていない（『メイド イン ワリオ』のワード系プチゲームの選択肢にこの言葉が出てくる）。
また、設定や世界観やゲームシステムなど、どこかが普通とは違っておかしいゲームを「バカゲー」、素人でもすぐにクリアできてしまうほどゲームの難易度が著しく低くなってしまったゲームは「ヌルゲー」、逆にクリア条件が厳格で初見ではまず攻略できないようなもの、RPGでないにもかかわらず学習で判明した特定の手順を毎回再現しないとステージなどがクリアできないデザインのゲームは、「覚えゲー」とも呼ばれる。また、極端に難しく一見して攻略できないような場合は「無理ゲー」とも呼ばれる。これらのゲームも品質が低い、あるいは一般向けのゲームではないと見なされる場合が多い。

## 著名なクソゲー作品
詳細はクソゲーオブザイヤーを参照。
- 『たけしの挑戦状』[12]（ファミリーコンピュータ）
- 『スペランカー』[13]（ファミリーコンピュータ）
- 『いっき』[14]（ファミリーコンピュータ）
- 『トランスフォーマー コンボイの謎』（ファミリーコンピュータ）
- 『バンゲリングベイ』[15]（ファミリーコンピュータ）
- 『デスクリムゾン』[16]（セガサターン）
- 『四八（仮）』[17]（PlayStation 2）
- 『メジャーWii パーフェクトクローザー』[18]（Wii）
- 『ドアラでWii』（Wii）
- 『ジャンライン』[19]（Xbox 360）
- 『飛べゴリラ』（スマートフォンゲーム）

## クソゲーを扱った作品・番組
書籍
- 阿部広樹; 箭本進一『超クソゲー』太田出版、1998年4月2日。ISBN 978-4872333831。
- 電子計算機応用遊興柔物研究会『クソゲー白書』夏目書房、1998年5月。ISBN 978-4931391383。
- 箭本進一; 阿部広樹; 多根清史『超クソゲー2』太田出版、2000年4月2日。ISBN 978-4872335149。
- 阿部広樹『企画屋稼業 超クソゲー外伝』太田出版、2000年11月21日。ISBN 978-4872335477。
- 箭本進一; 多根清史『超クソゲーremix』太田出版、2003年6月6日。ISBN 978-4872337587。
- 多根清史; 箭本進一; 阿部 広樹『超クソゲーrevolutions』太田出版、2003年10月10日。ISBN 978-4872337839。
- 阿部広樹; 箭本進一; 多根清史『超クソゲー1+2』太田出版、2011年9月13日。ISBN 978-4778312749。
- 多根清史; 阿部広樹; 箭本進一『超クソゲー3』太田出版、2011年10月5日。ISBN 978-4778312756。
- 多根清史; 阿部広樹; 箭本進一『超クソゲーVR』太田出版、2016年9月15日。ISBN 978-4778315412。
- 『ファミコンクソゲー番付』マイウェイ出版、2016年12月15日。ISBN 978-4865116373。

漫画
- 『クソゲー戦記』（渡辺電機(株)）
- 『クソゲー星人』（渡辺電機(株)）
- 『進め!!聖学電脳研究部』（平野耕太）

ライトノベル
- はじめてのクソゲー（麻宮楓）
- クソゲーって言うな!（おもちさん）

DVD
- 超クソゲー（トップ・マーシャル）

番組
- 伝説のクソゲー大決戦〜今甦る!記憶に残る迷作たち〜（MONDO TV）
- 新・伝説のクソゲー大決戦〜今甦る!記憶に残る迷作たち〜（MONDO TV）

## 受容
ボストンにて開催されたPAX EAST 2017ではHeidi Kempsによって“Kusoge! More of Japan’s Awesomely Awful Videogames”として、実演付きでクソゲーの定義や紹介を行うイベントが行われた。